# Pfennig

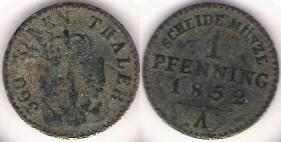
Phổ: 1 pfennig năm 1852. Chữ mặt phải: 360 [thành] một Thaler.

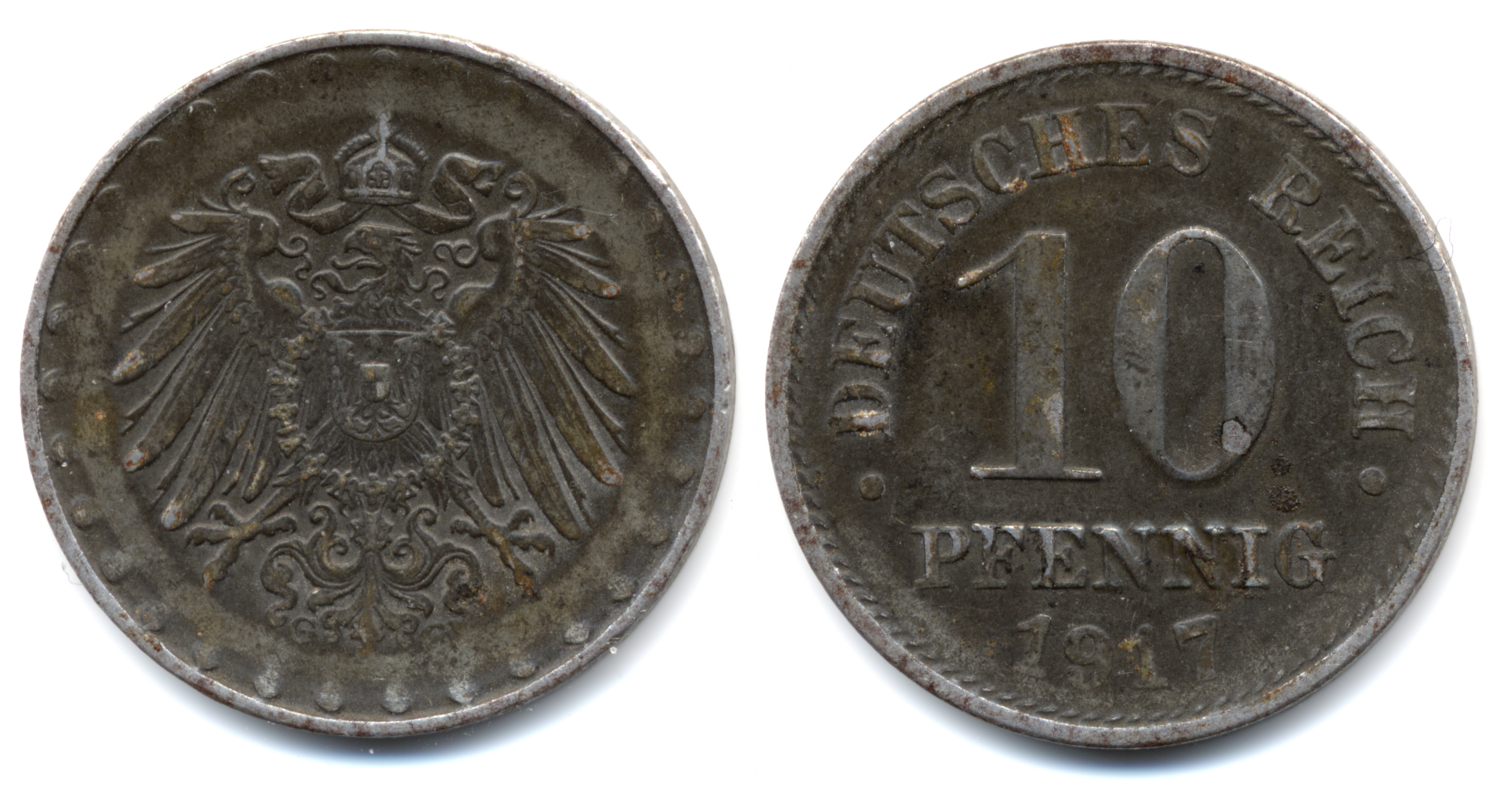
Đế chế Đức: Đồng xu sắt 10 pfennig năm 1917

Pfennig (tiếng Đức: [ˈpfɛnɪk] ⓘ; pl pfennigs hoặc pfennigeⓘ pfennigeⓘ; ký hiệu Pf. hoặc ₰) hoặc penny là một loại tiền tệ của Đức trước đây từ thế kỷ 9 đến khi nước Đức thay thế đồng Mác bằng Euro vào năm 2002. Mặc dù là một đồng tiền có giá trị trong thời Trung cổ, nhưng nó đã mất giá trị qua nhiều năm, cuối cùng trờ thành đơn vị xu của đồng Mark ở Đế chế Đức, Tây Đức, Đông Đức, và nước Đức thống nhất cho đến khi đồng euro ra đời và nó bị bãi bỏ. Pfennig cũng là tên của tiểu đơn vị của Mark Danzig (1922–1923) và Gulden Danzig (1923–1939) ở Thành phố Tự do Danzig (Gdańsk, Ba Lan ngày nay).